# 吉川団十郎
吉川 団十郎（きっかわ だんじゅうろう、1948年3月10日 - ）は、宮城県名取郡増田町（現：名取市）出身の日本のシンガーソングライター、陶芸家、ラジオパーソナリティである。本名：吉川 昇（きっかわ のぼる）。芸名は市川團十郎から引用したもの。 代表曲は『ああ宮城県』。

## 来歴
1974年
「吉川団十郎一座」（吉川、阿部司志、赤坂恵悦、斉藤治、斉藤克哉、金谷昇一）として、ヤマハポピュラーソングコンテスト（ポプコン）東北グランプリ大会にて「キューピーちゃん」で入賞。
5月、第7回全国大会にて、入賞、川上賞、キャニオンレコード賞の3賞を受賞。
東北放送のラジオ番組『ジャンボリクエストAMO』のパーソナリティを担当（第1期、 - 1976年1月） 。
1975年
ヤマハポプコン東北グランプリ大会にて「ママのお誕生日」で入賞。
世界歌謡祭へ出場（日本代表）。
1976年
ヤマハ音楽振興会（現：ヤマハミュージックアーティスト）に所属し、芸能界入り。
シングル「ああ宮城県」がヒット。同曲で『夜のヒットスタジオ』（フジテレビ）にも出演。
「東北弁のDJ」、「生きた化石」、「純田舎っぺ」などのキャッチフレーズで話題となる。
『ドカンと一発60分!』（NETテレビ）では、ドッキリ企画として「ああ宮城県」の歌唱中にスタジオから出演者やスタッフが徐々に居なくなるいたずらに遭い、最後はスタジオに1人残され、苦笑しながら「バカ野郎!」と叫んだ。
大橋巨泉司会の『11PM』と『クイズダービー』に出演。
LPレコード「陽陰者（ひかげもの）」「田舎者」をリリース。
東映映画トラック野郎シリーズ3作目『トラック野郎・望郷一番星』に運転手「宮城縣」役で出演。
1977年
芸能界引退、帰郷。
1978年
再び、『ジャンボリクエストAMO』のパーソナリティを担当（第2期、1978年4月 - 1980年3月）　　　
1981年
宮城県柴田郡村田町に居住を移し、陶芸活動を開始。
1984年
宮城県名取市長選に立候補するも、落選。
2005年
25年ぶりに『葵と団十郎のサンデーAMO』でパーソナリティを担当。
2007年
『葵と団十郎のサンデーAMO』放送終了。
2011年
「ああ宮城県・第2章」を発表。エフエム仙台主催の屋外音楽イベント「夕涼みコンサート」に出演。
2013年
名取市増田に「スナック団十郎」を開店。
2017年
6月末を以って「スナック団十郎」を閉店。

## 人物
- 好きなもの - 菅原文太、プロレス、特にジャイアント馬場のファン。

## ディスコグラフィ

### シングル
- キューピーちゃん（※リリース名義「吉川団十郎一座」）（B面：みにくいアヒルの子）（キャニオン、1974年7月25日、AV-35）
- ああ宮城県（B面：日陰者）（キャニオン、1976年4月10日、AV-83）
- 今夜はシャララ（B面：戦え！ジャイアント馬場）（キャニオン、1976年7月25日、V-3）
- 田舎者（B面：東小金井）（キャニオン、1976年11月10日、V-8）
- シングルCD 「空き缶の唄」 歌：清水アキラ
- シングルCD 「貴州旅情」

### アルバム
- 陽陰者 (ひかげもの) （※リリース名義「吉川団十郎一座」）（キャニオン、1975年9月25日：AV-3030、1976年8月25日：AV-9011）
- 田舎者（キャニオン、1976年8月25日、AV-9006）（CD／1995年5月19日、PCCA-00761)
- アルバムCD 「団塊の雄叫び」
- アルバムCD 「北の大地の鬼の唄」
- アルバムCD 「ああ宮城県・第2章」
- アルバムCD 「初老の雄叫び」
- アルバムDVD 「貴州省へようこそ」
- アルバムDVD 「日本全国作曲の旅」
- アルバムDVD 「人生ラストスパート」
- アルバムDVD 「東日本大震災復興祈念ソング」

### 書籍
- 田舎者に捧げる本（ヤマハ音楽振興会、1976年）
- 愚か者に捧げる本（あずま書房、1991年）
- みんな生きている（あずま書房、1992年）
- どろんこ白書（あずま書房、1993年）
- 同じ時代に生まれて（あずま書房、1994年）
- 貴州旅情―中国貴州省少数民族を訪ねて（近代映画社、1997年）

## 主な出演作品

### 歌番組
- 夜のヒットスタジオ （フジテレビ） シングル「ああ宮城県」で出演

### バラエティ番組
- ドカンと一発60分!（テレビ朝日）
- 11PM（日本テレビ）
- クイズダービー（TBSテレビ）
- サンドのぼんやり〜ぬTV（東北放送）

### 映画
- トラック野郎・望郷一番星（1976年、東映） 運転手 宮城縣 役
劇中では自身のシングル「ああ宮城県」を歌詞を変えて一節唄っている。

### ラジオ

#### 現在
- 団十郎のナマッテござりす（なとらじ801、2013年10月 - 、木曜 10:30 - 11:00、月曜 11:30 - 12:00【再放送】、収録放送）
- 団十郎の「なじょでがすフライデー」（なとらじ801、2021年10月 - 、金曜 11:15 - 12:00、生放送）

#### 過去
- ジャンボリクエストAMO （1974年 - 1976年1月、1978年4月 - 1980年3月、東北放送）
- amsラジオプレス （1984年頃 東北放送）
- 団十郎参上!歌、青春、友達（ニッポン放送）
- 東京だよ!団十郎 （ニッポン放送）
- 葵と団十郎のサンデーAMO （2005年10月9日 - 2007年3月18日、東北放送）
- 吉川団十郎の「なまってカントリー」（エフエムたいはく）